# Tarmno
Tarmno [pronunciación en polaco: /ˈtarmnɔ/] (en alemán: Tarmen) es un pueblo en el distrito administrativo de Gmina Barwice, dentro del Distrito de Szczecinek, Voivodato de Pomerania Occidental, en el noroeste de Polonia. Se encuentra aproximadamente 6 kilómetros al sur de Barwice, 22 kilómetros al oeste de Szczecinek, y 122 kilómetros al este de la capital regional, Szczecin.
Hasta 1945 el área era parte de Alemania. 